# Kucora
Kucora (szerbül Куцура / Kucura, ruszinul Коцур, németül Kutzura) egykori ruszin, német és magyar falu Szerbiában, a Vajdaságban. Verbász községhez tartozik.

## Fekvése
Verbásztól 8 km-re délnyugatra, Torzsa keleti szomszédjában fekszik.

## Története
Kucora, Kuczora nevét 1590-ben a török defterek is említették a bácsi nahijében, 18 adózó házzal.
1715-ben, a török hódoltság után, csak öt adófizető volt itt, de 1717-ben már 300 forint adót fizetett a falu.
1763. májusában Ferenc József de Redl bácskai adminisztrátor a Bécsi Udvarnak jelentette, hogy, Keresztúrról Kiss Péter szabadost bízta meg azzal, hogy a felső magyar vármegyékből 150 görögkatolikus ruszin családot gyűjtsön és hozzon le Kuczorára, a falu gyarapítására, akik a könnyebb megélhetés miatt Sztub pusztát is megkapták.
1765-ben 41, 1767-ben 42 család telepedett itt le.
Kuczora régi pecsétje 1771-ből maradt fenn. A római katolikus plébániát 1815-ben szervezték; a Mindenszentekről elnevezett temploma 1859-ben épült. Az evangélikus anyaegyház 1811-ben alakult, templomuk 1861-ben épült. A katolikus templom 1792-ben, a református imaház pedig 1896-ban épült.
1910-ben 4129 lakosából 613 magyar, 1022 német, 2451 ruszin volt. Ebből 611 római katolikus, 2467 görögkatolikus, 953 evangélikus volt.
A trianoni békeszerződés előtt Bács-Bodrog vármegye Kúlai járásához tartozott.
A ruszinok voltak mindig abszolút többségben a településen, a németek száma pedig az 1900-as évek elejétől egészen kitelepítésükig 1000 és 1500 között mozgott. A magyarok feleannyian voltak mint a németek. Mind a három nemzet beszélte egymás nyelvét. A németek evangélikus vallásúak voltak, kitelepítésük után templomukat lerombolták. A ruszinok görögkatolikus, míg a magyarok római katolikus vallásúak, a németek helyébe telepített szerbek pedig görögkeletiek (ortodoxok).

## Népesség

### Demográfiai változások
| 1948 | 1953 | 1961 | 1971 | 1981 | 1991 | 2002 | 2011 |
| ---- | ---- | ---- | ---- | ---- | ---- | ---- | ---- |
| 4731 | 4783 | 4881 | 4655 | 4687 | 4713 | 4663 | 4348 |

## Látnivalók
- Római katolikus (magyar) temploma: a plébániát 1815-ben alapították, előtte Ókér (Zmajevo) leányegyháza volt. A templom névadója Mindenszentek. A templomot 1859-ben szentelték fel, azóta többször is föl lett újítva. A templom méretei: hossza 24,5 m, szélessége 7,8 m, a hajó belmagassága 10 m, a torony magassága 29 m. Három harangja van. Az anyakönyvet 1815-óta vezetik.
- Görögkatolikus (ruszin) temploma

## Képek

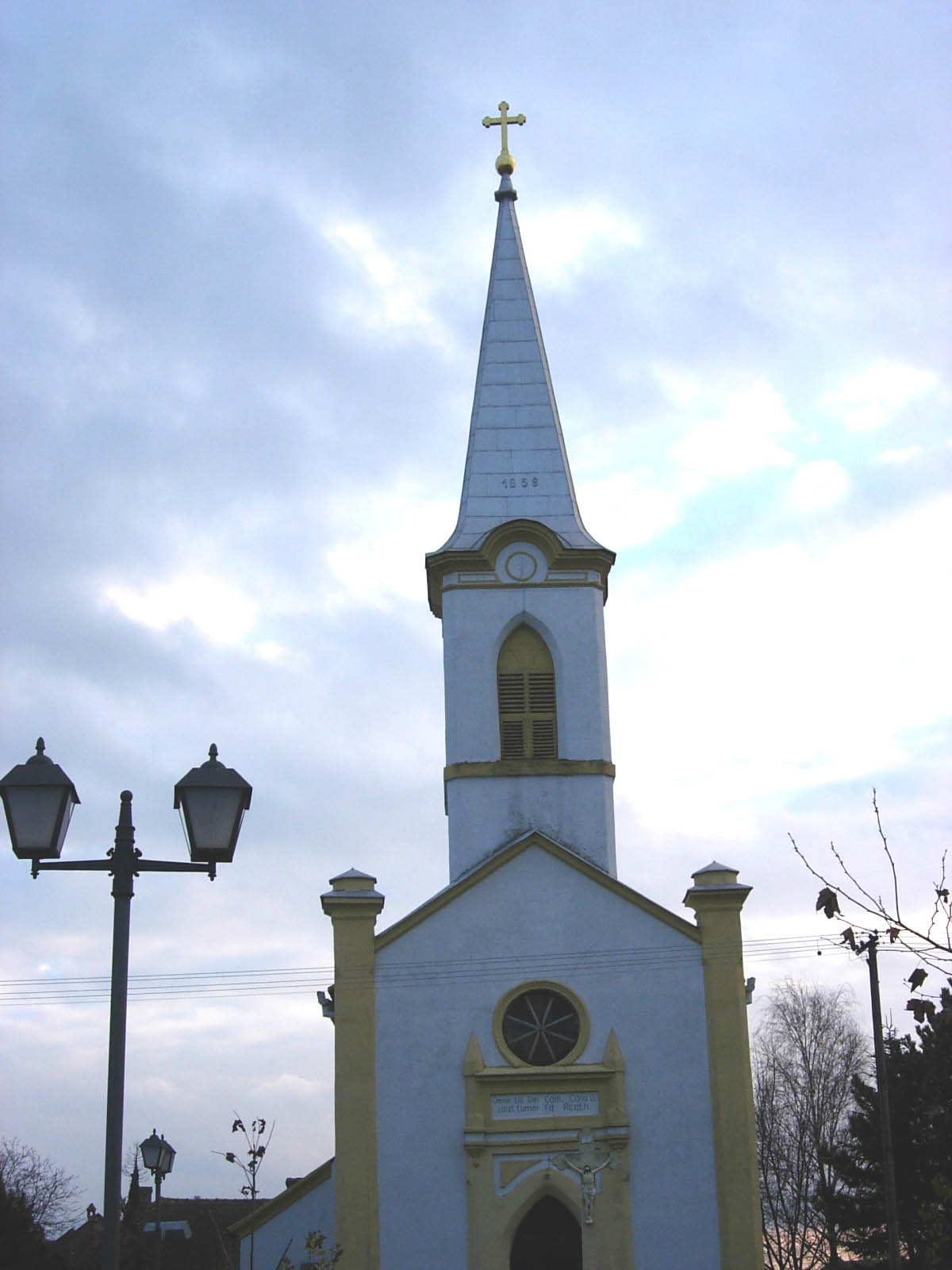
A római katolikus templom
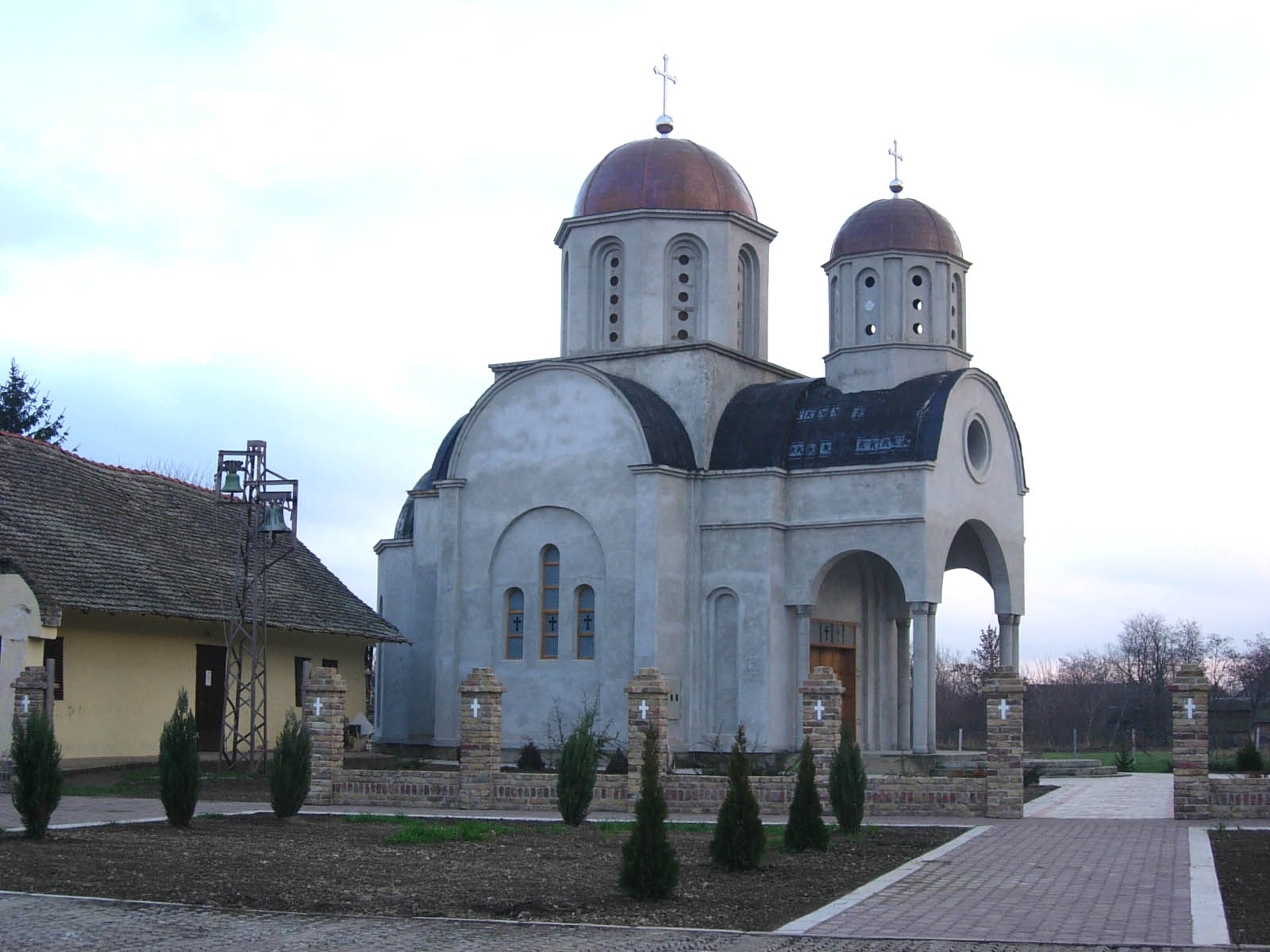
A görögkeleti templom
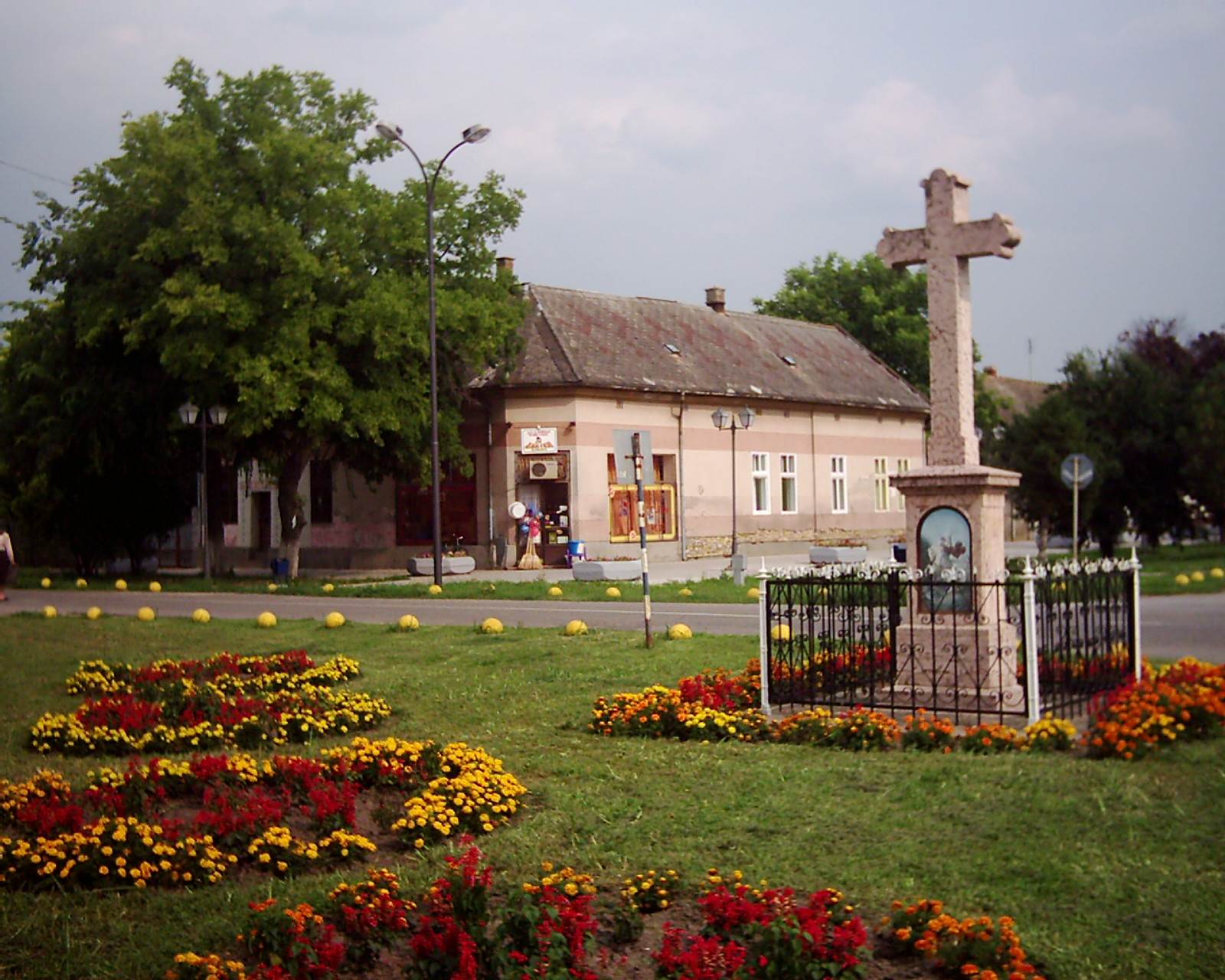
Faluközpont